# Paul Vandamme
Paul Vandamme (Moeskroen, 7 december 1929 - 3 maart 1995) was een Belgisch volksvertegenwoordiger.

## Levensloop
Vandamme was beroepshalve leerkracht wiskunde.
Als Waals militant werd hij lid van de Rassemblement Wallon en werd voor deze partij een van de kopstukken in het arrondissement Doornik-Aat-Moeskroen. Bij de verkiezingen van 1968 stond hij op de tweede plaats van de RW-lijst voor de Kamer in dit arrondissement, maar werd niet verkozen. In 1970 werd hij wel volksvertegenwoordiger, als opvolger van de overleden Jean Leclercq en bleef dit tot in 1974. In 1984 was hij nog kandidaat voor het Europees Parlement, maar werd niet verkozen.